# Ajouir
Ajouir, également typographié Ajoueir, est une commune de Mauritanie située dans le département de Boutilimit de la région de Trarza.